# D.O.A. (Band)
D.O.A. ist eine 1978 im kanadischen Vancouver gegründete Hardcore-Punk-Band. Der Bandname ist eine dem englischsprachigen Rettungswesen entlehnte Abkürzung – das Akronym für den Patientenbefund Dead on Arrival bedeutet im Deutschen „Bei Ankunft (gemeint ist: Einlieferung) tot“.

## Geschichte

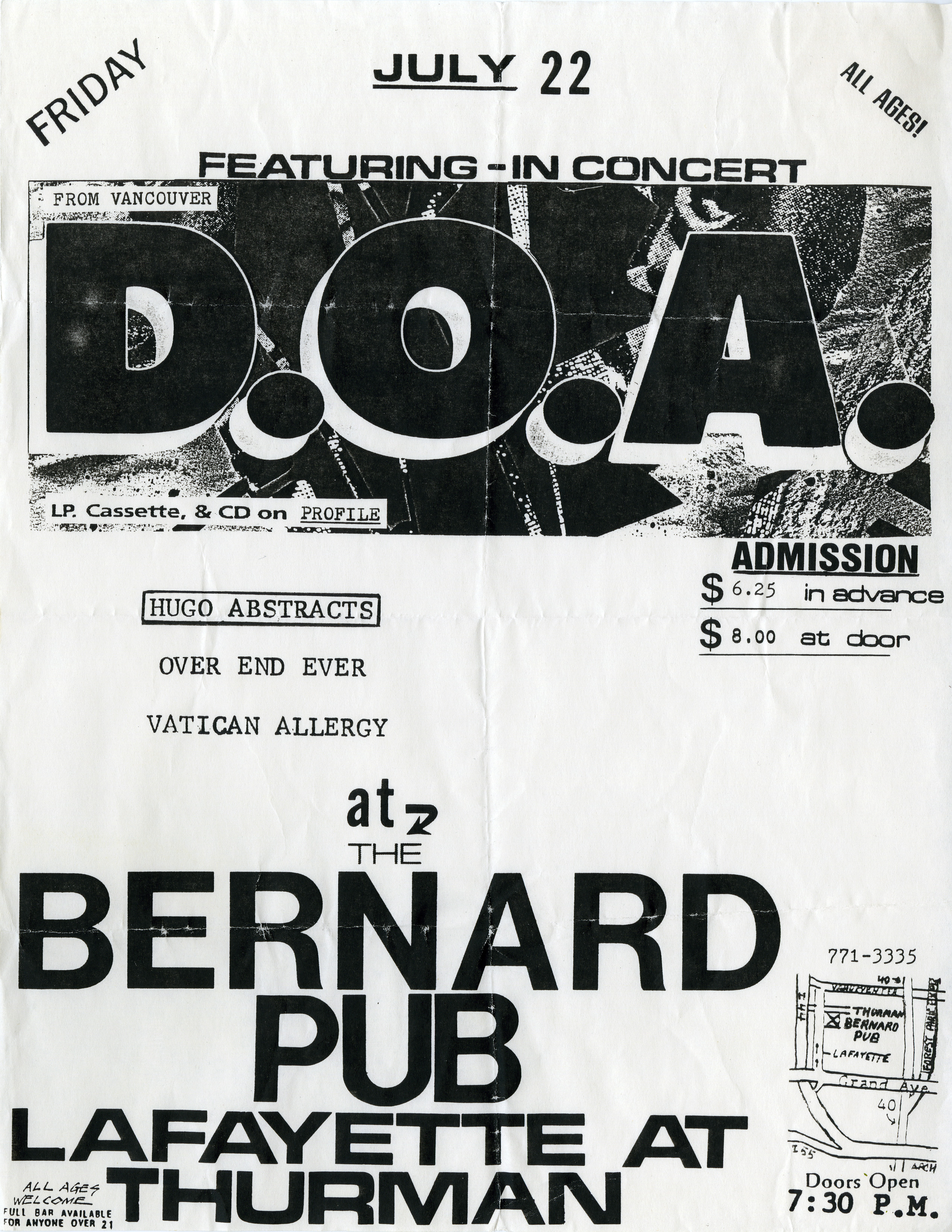
Flyer für ein Konzert (1988)

D.O.A. ist die dienstälteste und erfolgreichste kanadische Band dieses Genres. Als einziges Originalmitglied seit der Gründung im Jahre 1978 ist nur noch Sänger, Gitarrist und Songschreiber Joey „Shithead“ Keithley dabei. Schlagzeuger Ken Jensen, der 1992 nach einer mehrmonatigen Band-Inaktivität (von Auflösung war schon die Rede) eingestellt worden war, starb im Januar 1995 bei einem Hausbrand. Bekannt in Europa wurde D.O.A. vor allem mit dem Album Last Scream of the Missing Neighbors aus dem Jahr 1989, einer Kollaboration mit Jello Biafra, dem ehemaligen Sänger der Dead Kennedys.
Aus Anlass des 25. Geburtstages der Band im Jahre 2003 erklärte der Bürgermeister von Vancouver, Larry Campbell, den 21. Dezember zum „D.O.A.-Day“.
2013 kündigte D.O.A. an, dass sie bis Ende Februar noch einige Auftritte geben und sich danach auflösen werde; danach wolle Joey Shithead sich einer politischen Karriere bei der New Democratic Party in British Columbia widmen. Ebenfalls 2013 wurde das D.O.A.-Lied The Enemy vom 1980er-Album Something Better Change für den Soundtrack des Computerspiels Grand Theft Auto V verwendet und ist im Spiel auf dem fiktiven Radiosender Channel-X zu hören.
Der ehemalige Schlagzeuger Jon Card starb am 8. April 2024 im Alter von 63 Jahren.

## Stil
Dass es eine Punk-Phase zu Beginn gegeben hat, ist unstrittig. Das Touch and Go-Fanzine urteilte beispielsweise über die Debütsingle The Prisoner von 1978, sie sei eine „beeindruckende Neuinterpretation all dessen, worum es 1977 (dem Jahr der Punk-Explosion) ging“. Wann der Stil zu Rock bzw. zu Hardcore wurde, wird unterschiedlich beurteilt. Frank Jinx teilte in der EB/Metronom der Einfachheit halber nach Kalenderdekaden ein: Die 1970er Jahre seien die Punk-Phase gewesen, die 1980er Jahre die Hardcore-Phase und die 1990er Jahre die Rock-Phase. Henning Richter (Metal Hammer) erlebte 1996 ein Konzert in Berlin und befand, es sei Punk mit einem „guten Schuß eingängigen Hardrock“ gewesen. Im Sub Line charakterisierte Hartwig Schröder die Jahre um das 1990 erschienene Murder-Album als „müde“, danach sei die Hardcore-Zeit angebrochen. Für Dirk Schneidinger vom Musikmagazin Spex, der auch von einer überstandenen „matte[n] und lustlose[n]“ Phase, die Mitte der 1980er Jahre eingesetzt habe, schrieb, war diese jedoch gerade mit Murder überstanden.
In ihren Texten kommt die politisch linke Ausrichtung der Band deutlich zum Ausdruck. Häufige Themen sind Antirassismus, Globalisierungskritik, Meinungsfreiheit und soziale Ungerechtigkeit.

## Diskographie

### Studioalben
- 1980: Something Better Change (Friends Records)
- 1981: Hardcore '81 (Friends Records)
- 1983: Bloodied But Unbowed (Kompilationsalbum, CD Presents)
- 1985: Let's Wreck The Party
- 1987: True (North) Strong And Free
- 1990: Murder
- 1992: 13 Flavours of Doom
- 1993: Loggerheads
- 1995: The Black Spot
- 1998: Festival Of Atheists
- 2002: Win the Battle
- 2004: Live Free Or Die
- 2008: Northern Avenger
- 2009: Kings of Punk, Hockey and Beer
- 2010: Talk-Action=0
- 2012: We Come In Peace
- 2015: Hard Rain Falling
- 2018: Fight Back (Sudden Death Records)

### Live-Alben
- Talk Minus Action Equals Zero (1991)
- Welcome to Chinatown (2013)

### EPs
- War on 45 (1982)
- D.O.A. & Thor - Are U Ready (2003)

### Kollaborationen
- Last Scream of the Missing Neighbors (mit Jello Biafra) (1989)